# Leistungsklasse A 1998/99
Die Saison 1998/99 der Leistungsklasse A war die zehnte Austragung der höchsten Spielklasse im Schweizer Fraueneishockey und zugleich die 13. Schweizer Meisterschaft. Den Titel gewann zum zweiten Mal in Folge die Frauenmannschaft des EV Zug, dabei hatte die überragenden Jeanette Marty grossen Anteil, die bei mehr als der Hälfte der Tore ihres Klubs beteiligt war und 60 Scorerpunkte in 20 Spielen erzielte.
Die Spielgemeinschaft aus Grasshopper Club/ZSC Lions Frauen  stieg in die Leistungsklasse B ab.

## Tabelle
Abkürzungen:S = Siege, U= Unentschieden, N = Niederlagen
| Rang | Verein                            | Spiele | S  | U | N  | Tore    | Punkte |
| ---- | --------------------------------- | ------ | -- | - | -- | ------- | ------ |
| 1.   | EV Zug                            | 20     | 15 | 4 | 1  | 117:058 | 34     |
| 2.   | DHC Lyss                          | 20     | 14 | 2 | 4  | 079:053 | 30     |
| 3.   | EHC Illnau-Effretikon             | 20     | 7  | 3 | 10 | 079:088 | 17     |
| 4.   | DSC St. Gallen                    | 20     | 7  | 2 | 11 | 069:082 | 16     |
| 5.   | SC Reinach                        | 20     | 5  | 5 | 10 | 070:077 | 15     |
| 6.   | Grasshopper Club/ZSC Lions Frauen | 20     | 2  | 4 | 14 | 061:115 | 8      |

## Beste Scorer
Quelle: frauenhockey.ch; Abkürzungen: Sp = Spiele, T = Tore, V = Assists, Pkt = Punkte; Fett: Bestwert
| Spieler         | Mannschaft            | Sp | T  | V  | Pkt |
| --------------- | --------------------- | -- | -- | -- | --- |
| Jeanette Marty  | EV Zug                | 20 | 41 | 19 | 60  |
| Janna Dewar     | DHC Lyss              |    | 21 | 18 | 39  |
| Rachel Rochat   | EV Zug                |    | 20 | 19 | 39  |
| Ramona Fuhrer   | DHC Lyss              |    | 14 | 20 | 34  |
| Karen Chernisky | SC Reinach            |    | 18 | 12 | 30  |
| Kathrin Lehmann | Grasshopper Club      |    | 19 | 10 | 29  |
| Ruth Künzle     | EV Zug                |    | 16 | 13 | 29  |
| Daniela Diaz    | EHC Illnau-Effretikon |    | 20 | 7  | 27  |
| Marion Pepels   | EV Zug                |    | 13 | 13 | 26  |
| Nicole Walder   | EHC Illnau-Effretikon |    | 14 | 10 | 24  |